# جرالد فورسایت
جرالد فورسایت (به انگلیسی: Gerald Forsythe) کارآفرین، سرمایه‌دار و مدیر ارشد اجرایی آمریکایی است، که از فعالان اتومبیل‌رانی می‌باشد و هم‌اکنون مالک شرکت کازوورث محسوب می‌شود.